# Flandria-ház
A Flandria-ház, másnéven a Balduinok (Baldwins; latinul: Balduini, franciául: Baudouinides) középkori frank eredetű nemesi család volt, melyet Vaskarú Balduin, Kopasz Károly veje alapított. A Flandria-ház volt az első dinasztia, amelyik a Karling Birodalom egyik megyéjét öröklődő birtokká tette. A kialakult nyugat-franciaországi Flandria grófság a verduni szerződés által vált hivatalossá 843-ban.
1051-től kezdve a Flandria-ház Hainaut grófság ura is I. Hainaut-i Balduin által. Halála után, 1119-ben, a család hatalma visszaesett, de 1191-ben visszaszerezték a flandriai grófságot VIII. Balduin vezetésével (V. Hainaut-i Balduin).
A dinasztia nevéhez fűződik a konstantinápolyi Latin Császárság megalapítása a negyedik keresztes háború során, ezen kívül egy ideig (1188-1212) Namur őrgrófsága is az ő birtokuk volt. A Flandria-ház 1280-ban halt ki II. Margit halálával.
Oldaláguk, a Boulogne-ház a velük megegyező nevű grófság birtokosai voltak, a család tagjai részt vettek az első keresztes háborúban és megalapították a Jeruzsálemi Királyságot, így első uralkodócsaládjává váltak.

## Lásd még
- Flandria grófjainak listája

## Fordítás
Ez a szócikk részben vagy egészben  a   https://en.wikipedia.org/wiki/House_of_Flanders című angol Wikipédia-szócikk ezen változatának fordításán alapul.  Az eredeti cikk szerkesztőit annak laptörténete sorolja fel. Ez a jelzés csupán a megfogalmazás eredetét és a szerzői jogokat jelzi, nem szolgál a cikkben szereplő információk forrásmegjelöléseként.

## Címereik

Flandria grófja (jelképes)
Flandria grófja
Hainaut grófja (ősi)
Konstantinápolyi latin császár
Boulogne grófja (Boulogne-ház)
Jeruzsálem királya